# Ahmat Acyl
Ahmat Acyl (geb. 1944; gest. 1982) war ein arabischer Militärführer im Bürgerkrieg im Tschad. Er war Führer des Conseil démocratique révolutionnaire (CDR, Volcan Army) bis zu seinem Tod 1982. Er diente auch als Außenminister in der Regierung von Goukouni Oueddei.

## Leben

### Volcan Army
Bereits unter der Regierung von François Tombalbaye war Acyl Abgeordneter der Nationalversammlung für die Präfektur Batha. 1976 schloss er sich der kleinen, von Arabern dominierten Volcan Army an. Mit Unterstützung von Muammar al-Gaddafi, dem damaligen Präsidenten von Libyen, stellte er sich in Opposition zu dem Anführer der Gruppe, Mohamed Baghlani, und, als dieser in einem Verkehrsunfall in Tripolis 1977 starb, wurde er sofort der neue Anführer der Miliz. Von diesem Moment an galt er als Gaddafis Mann im Tschad.
Mit großer Tatkraft baute Acyl seine Miliz aus. Die Kämpfer wurden berühmt für ihre Fähigkeiten. Zunehmende Unterstützung kam durch die (arabischen) Baggara im Land. Libyens Unterstützung war ebenfalls wichtig für Acyls Gruppe, die sich ab 1978 als eine der größten und beständigsten Gruppierungen der Aufständischen erwies. Im selben Jahr unterstützte Acyl Libyens Ziel die Hauptgruppen der Front de Libération Nationale du Tchad (FROLINAT) zusammenzubringen, was im Kongress von Faya mündete, in welchem Goukouni Oueddei, der Führer der Forces Armées Populaires (FAP), zum neuen Generalsekretär der FROLINAT ernannt wurde. Der Frieden hielt nicht lang. Gaddafi stiftete Acyl an, Oueddeis FAP in Faya zu attackieren. Am 27. August 1978 griff er Oueddei an, um die Kontrolle über die FROLINAT zu erringen, wurde aber geschlagen. Daraufhin verließ er unter libyschem Schutz sofort Faya in Richtung auf Tripolis, obwohl er der Adjutant Chief of Staff der FROLINAT mit Verantwortung für Führung und Verwaltung des Militärs war.

## Kommandant des CDR
Acyls Faction, 1979 umbenannt in Democratic Revolutionary Council (CDR), beteiligte sich nicht an der Schlacht von N’Djamena, welche im Februar 1979 ausbrach und die Regierung zu Fall brachte. Daher wurde Acyl bei der ersten internationalen Friedenskonferenz im März in Kano, Nigeria, übergangen, wo die bedeutendsten Milizen die Kano Accord (Kano-Abkommen) vereinbarten, um die Regierung der nationalen Einheit zu begründen, welche alle pro-libyschen Fraktionen ausschloss.
Als Reaktion darauf drohten Acyl und andere Anführer wie Abba Siddick, Adoum Dana und Mohamat Said, eine Gegenregierung aufzustellen. Dieser Druck veranlasste Nigeria eine zweite Friedenskonferenz einzuberufen, im April, wieder in Kano, bei welcher alle wichtigen Rebellenführer anwesend waren, inklusive Acyl. Bei der Konferenz attackierten Goukouni und Hissène Habré Acyl und andere Anführer. Sie behaupteten, dass sie keine echte militärische Stärke vor Ort vorweisen könnten. Die Teilnehmer der Konferenz waren unfähig eine Einigung zu erzielen und einige Wochen später vereinbarten Habré und Goukouni einseitig die N’Djamena Accord, wo Acyl und dessen Verbündete aus der neuen Regierung Gouvernement d’Union Nationale de Transition (GUNT) ausgeschlossen waren. In ihrer Sicht war Acyl nur „ein libyscher Provokateur“.
Die zunehmend chaotische Situation im Tschad bewog Nigeria im Mai eine dritte Konferenz einzuberufen, dieses Mal in Lagos. Alle Fraktionen waren eingeladen. Acyl und andere kamen auch, mussten aber feststellen, dass die Fraktionen der GUNT das Treffen boykottierten. Acyl begründete daraufhin am 2. Juni mit Said und Siddick zusammen ein neues politisches Projekt im Norden des Tschad mit militärischer Unterstützung aus Libyen, die Front for Joint Provisional Action (FACP).
Aufgrund von Gerüchten, dass Libyen und Nigeria die FACP als legitime Regierung des Tschad anerkennen könnten, wurde der GUNT von der Internationalen Gemeinschaft eine Frist von fünf Wochen gesetzt, um die anderen Factionen in die Regierung zu integrieren. Letztendlich gab die GUNT nach und ihre Gruppierungen nahmen an einer zweiten Friedenskonferenz in Lagos teil, welche für alle Parteien offen war. Das Ergebnis war das Lagos Accord (Lagos-Abkommen) am 21. August, woraufhin eine Allparteienregierung gebildet wurde. Das neue Kabinett wurde am 10. November eingesetzt mit Goukouni Oueddei als Vorsitzendem. Acyl wurde Außenminister.
Am 20. März 1980 mobilisierte der Verteidigungsminister Habré mit Unterstützung aus Ägypten und dem Sudan seine eigene Miliz, die Forces Armées du Nord (FAN), und versuchte Goukouni zu stürzen. Es folgte die Zweite Schlacht von N’Djamena. Darin kämpften Habrés Männer gegen Goukouni, Acyl und den Vizepräsident, Wadel Abdelkader Kamougué. Um seinen Rivalen Goukouni zu schlagen, unterzeichnete Habré am 15. Juni einen Verteidigungspakt mit Libyen, möglicherweise überzeugt durch Acyl. Daraufhin zogen 7.000 libysche Truppen und 7.000 Männer der paramilitärischen Islamische Legion aus Libyen bis Ende 1980 in den Tschad, die halfen, Habré aus N’Djamena zu vertreiben. Am 16. Dezember, nach einer Woche harter Kämpfe, wurde Habré vertrieben.
Am 6. Januar 1981 folgte eine gemeinsame Erklärung von Goukouni und Gaddafi, in der verkündet wurde, dass Tschad und Libyen vereinbart hätten „für die Verwirklichung völliger Einheit zwischen den beiden Ländern zu arbeiten.“ („work for the realization of complete unity between the two countries“). Das Kommuniqué wurde von Acyl und seiner Gruppe stark unterstützt, sorgte aber international für entrüstete Reaktionen und war im Tschad selbst sehr unpopulär; Goukouni galt nun als libysche Marionette. Die Beziehungen zwischen Goukouni und Gaddafi verschlechterten sich ebenfalls, möglicherweise aufgrund von Gerüchten, dass Gaddafi einen Staatsstreich gegen Goukouni plante, wonach er ihn durch Acyl ersetzen wollte. Goukounis Verdacht wurde durch die Ermordung von zwei wichtigen Beamten der FROLINAT durch Libyer genährt und durch die Konflikte zwischen der First Army und Acyls CDR.
Am 22. Oktober 1982 schlug der damalige französische Staatspräsident François Mitterrand vor, ein Kontingent der Organisation für Afrikanische Einheit in den Tschad zu entsenden, um die Libyer zu ersetzen. Goukouni und die GUNT forderten die Libyer auf, den Tschad sofort zu verlassen, allerdings nicht ohne Diskussionen: Vier Minister, unter anderem Acyl, hatten gegen diese Entscheidung gestimmt. Gaddafi beeilte sich zu kooperieren und die OAU-Einheiten kamen an, erwiesen sich jedoch als ineffektiv.
Habré versuchte 1982 seinen Vorteil aus dem Abzug der Libyer zu ziehen und attackierte die GUNT. Von seiner Basis Darfur rückte er in den Zentralen Tschad vor und besetzte N’Djamena fast ohne Widerstand am 7. Juni und zwang die GUNT zur Flucht. Einen Monat später, am 19. Juli, starb Acyl im Südwesten in der Stadt Laï, als er rückwärts in die laufenden Propeller seiner Cessna lief. Die Cessna war ein Geschenk von Gaddafi. Er wurde in Moundou, vor dem Lycée Adoum Dallah, beigesetzt.
Nachfolger als Führer der CDR wurde der ehemalige Verteidigungsminister Acheikh ibn Oumar.